# Ялиця малоазійська
Яли́ця малоазі́йська або ялиця кілікійська (Abies cilicica, тур. Toros göknarı) — вид ялиць родини соснових. Видовий епітет cilicica походить від назви давньої області Кілікії, яка зараз знаходиться в південній Туреччині.

## Різновиди
- Abies cilicica ssp. cilicica — Ліван; Сирія; Туреччина. Статус NT.
- Abies cilicica ssp. isaurica — Туреччина (провінції Анталья і Конья). Статус VU.

## Поширення, екологія
Країни поширення: Ліван; Сирія; Туреччина. Росте на висотах 1000–2000 м над рівнем моря. У Туреччині він може утворювати чисті ліси (640 км2; Bozkus 1988) але у всьому діапазоні його в основному росте в змішаних лісах (1733 км2; Bozkus 1988) в основному з Cedrus libani. У Туреччині може бути пов'язаний з Juniperus excelsa, Juniperus oxycedrus, Populus tremula і Quercus libani, в той час як в Сирії зростає з Ostrya carpinifolia, Carpinus orientalis, Sorbus torminalis, Fraxinus ornus, Cerasus mahleb. Полюбляє вапняні субстрати, неглибокі, скелясті, вологі й добре дреновані.

## Опис
Вузько пірамідальне дерево 25–35 м заввишки, до 210 см в обхваті, з висхідними гілками. Кора попелясто-сіра, гладка, стає глибоко розколотою на лускаті пластини. Бруньки яйцеподібні, не смолисті, каштанно-коричневі, 1–1.8 мм в діаметрі. Голки лінійні, зверху темно-зелені, білувато-зелені знизу, у довжину 20–40 мм і 1,5–3 мм в ширину, вершина вся або злегка роздвоєна. Пилкові шишки блідо-жовті. Жіночі шишки циліндричні, червонувато-коричневі, довжиною 15–30 см та 4–6 см завширшки. Насіння червонувато-коричневе, крила обернено-яйцюваті, до 2 см в довжину. Цвіте в травні. Насіння дозріває у вересні-жовтні.

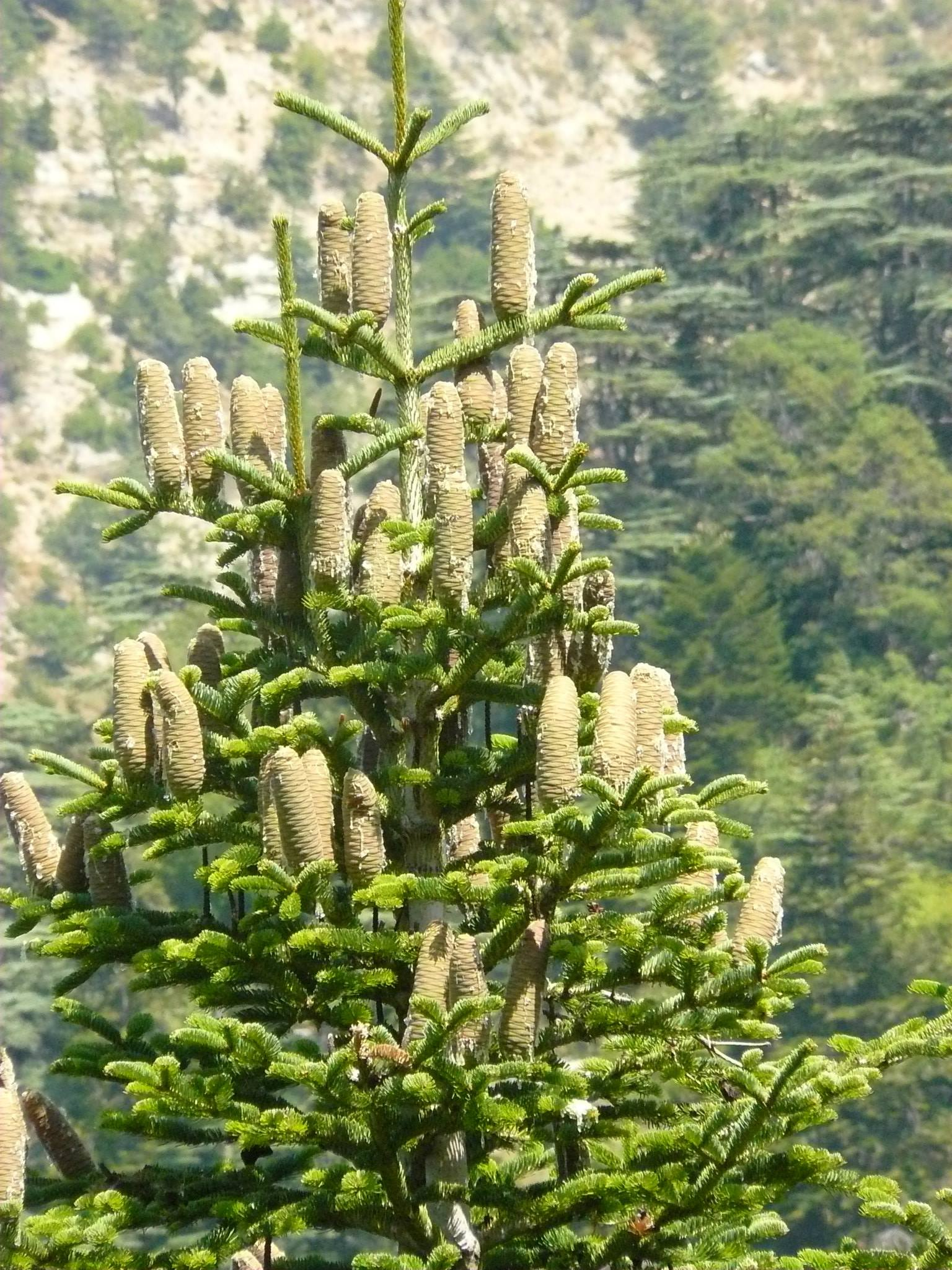
Шишки
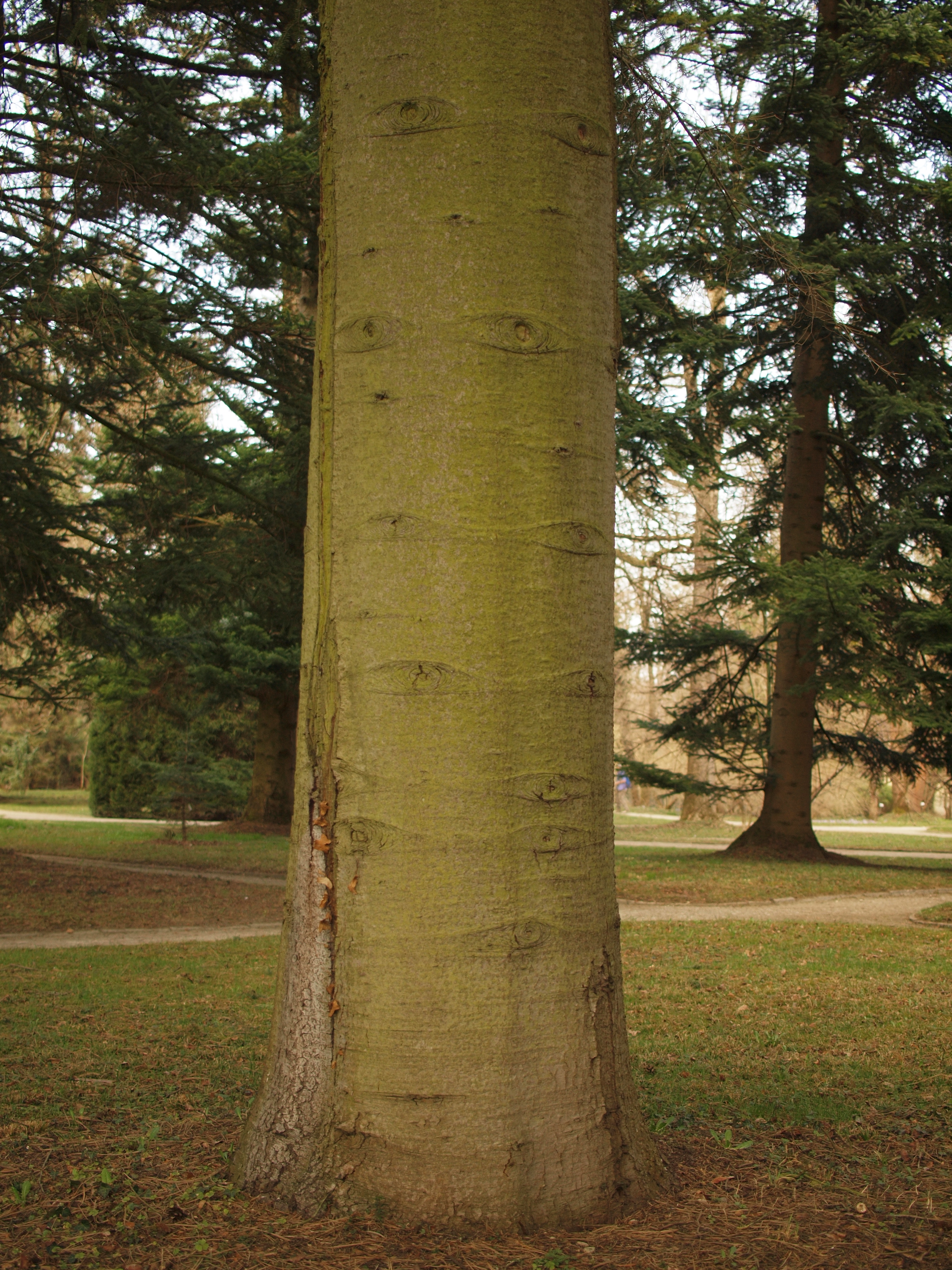
Стовбур
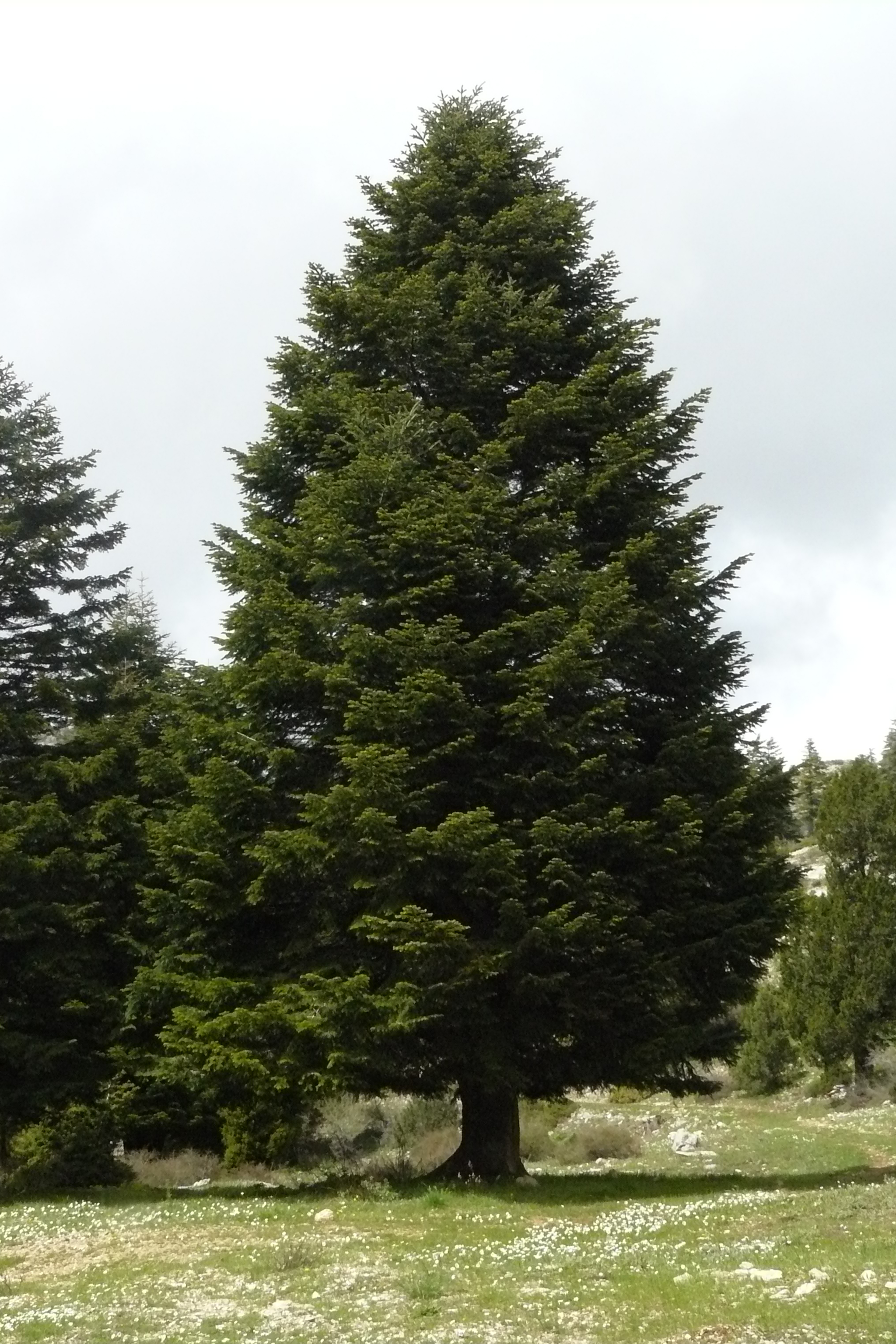
Дерево

## Використання
Існує місцева торгівля деревиною з цього виду. Деревина використовується для внутрішнього будівництва в основному як фанера. Насіння привабливе для деяких птахів.

## Загрози та охорона
Вид фрагментований і деградував через тиск урбанізації, пожежі, випас кіз. Загальне зниження здоров'я лісів існує через вплив високих літніх температур і зменшення кількості опадів, які можна пов'язати з глобальним потеплінням. Abies cilicica захищена в національних парках у всьому діапазоні. Приклади охоронних територій: Ліван: англ. Horsh Ehden Nature Reserve; Туреччина: англ. Kovada Lake National Park; англ. Olimpos-Beydağları National Park. Сирія: англ. Latakia Reserve.